# ژرژ-کوین ان‌کودو
ژرژ-کوین ان‌کودو ام‌بیدا (فرانسوی: Georges-Kévin Nkoudou Mbida‎؛ زادهٔ ۱۳ فوریهٔ ۱۹۹۵) بازیکن فوتبال اهل فرانسه است.
از باشگاه‌هایی که در آن بازی کرده‌است می‌توان به نانت، مارسی، تاتنهام هاتسپر، برنلی و موناکو اشاره کرد.